# Vaughanella
Vaughanella är ett släkte av koralldjur. Vaughanella ingår i familjen Caryophylliidae.
Kladogram enligt Catalogue of Life:
| Vaughanella | \| \| Vaughanella concinna \| \| \| \| \| \| Vaughanella margaritata \| \| \| \| \| \| Vaughanella multipalifera \| \| \| \| \| \| Vaughanella oreophila \| \| \| \| |
|             | \| \| Vaughanella concinna \| \| \| \| \| \| Vaughanella margaritata \| \| \| \| \| \| Vaughanella multipalifera \| \| \| \| \| \| Vaughanella oreophila \| \| \| \| |
|             | Vaughanella concinna |
|             | |
|             | Vaughanella margaritata |
|             | |
|             | Vaughanella multipalifera |
|             | |
|             | Vaughanella oreophila |
|             | |